# Pfarrkirche Gasen

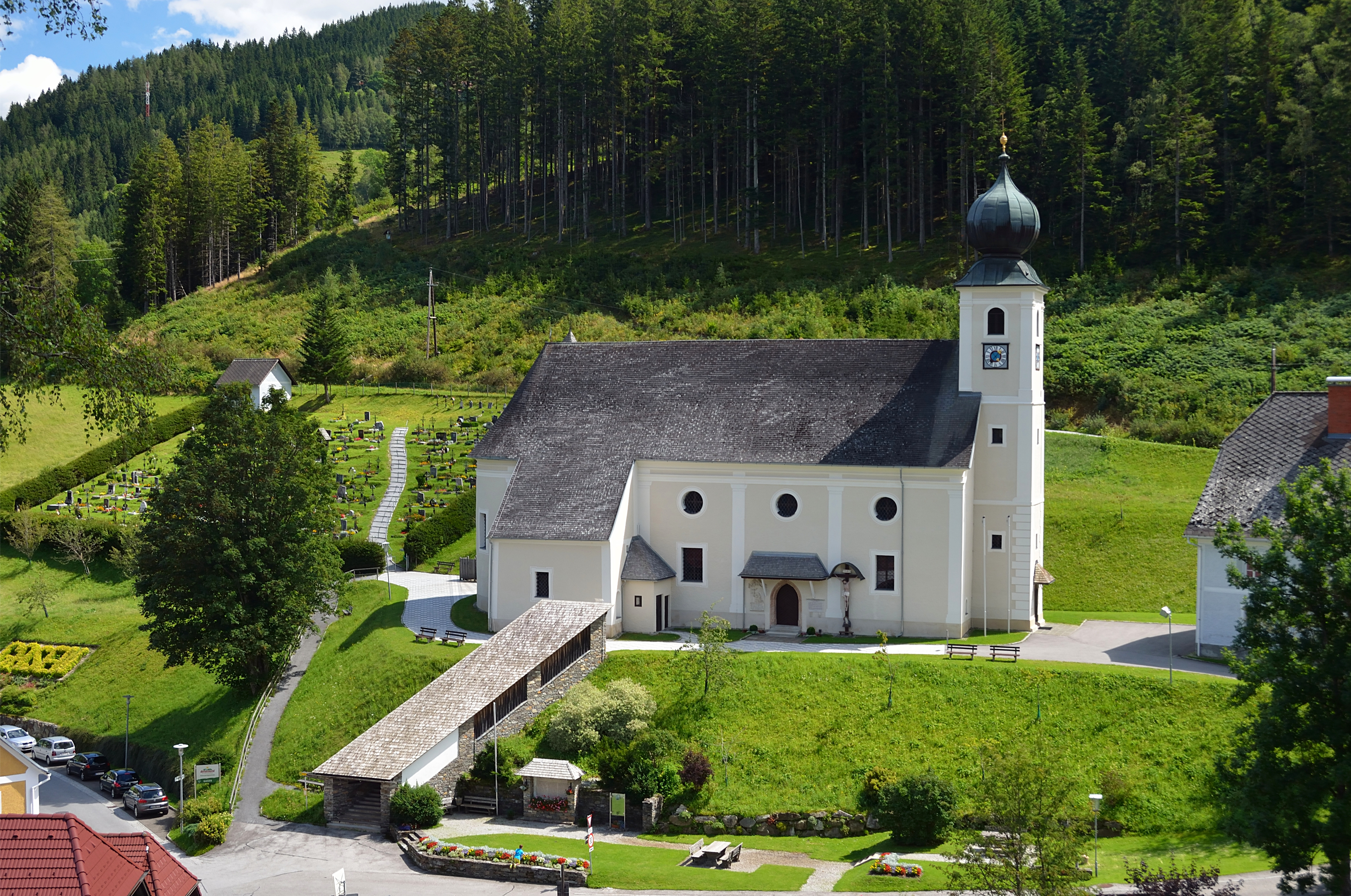
Katholische Pfarrkirche hl. Oswald in Gasen

Die Pfarrkirche Gasen steht in erhöhter Hanglage oberhalb des Ortes in der Gemeinde Gasen im Bezirk Weiz in der Steiermark. Die dem Patrozinium hl. Oswald unterstellte römisch-katholische Pfarrkirche gehört zum Dekanat Birkfeld in der Diözese Graz-Seckau. Die Kirche und der ehemalige Friedhof stehen unter Denkmalschutz (Listeneintrag).

## Geschichte

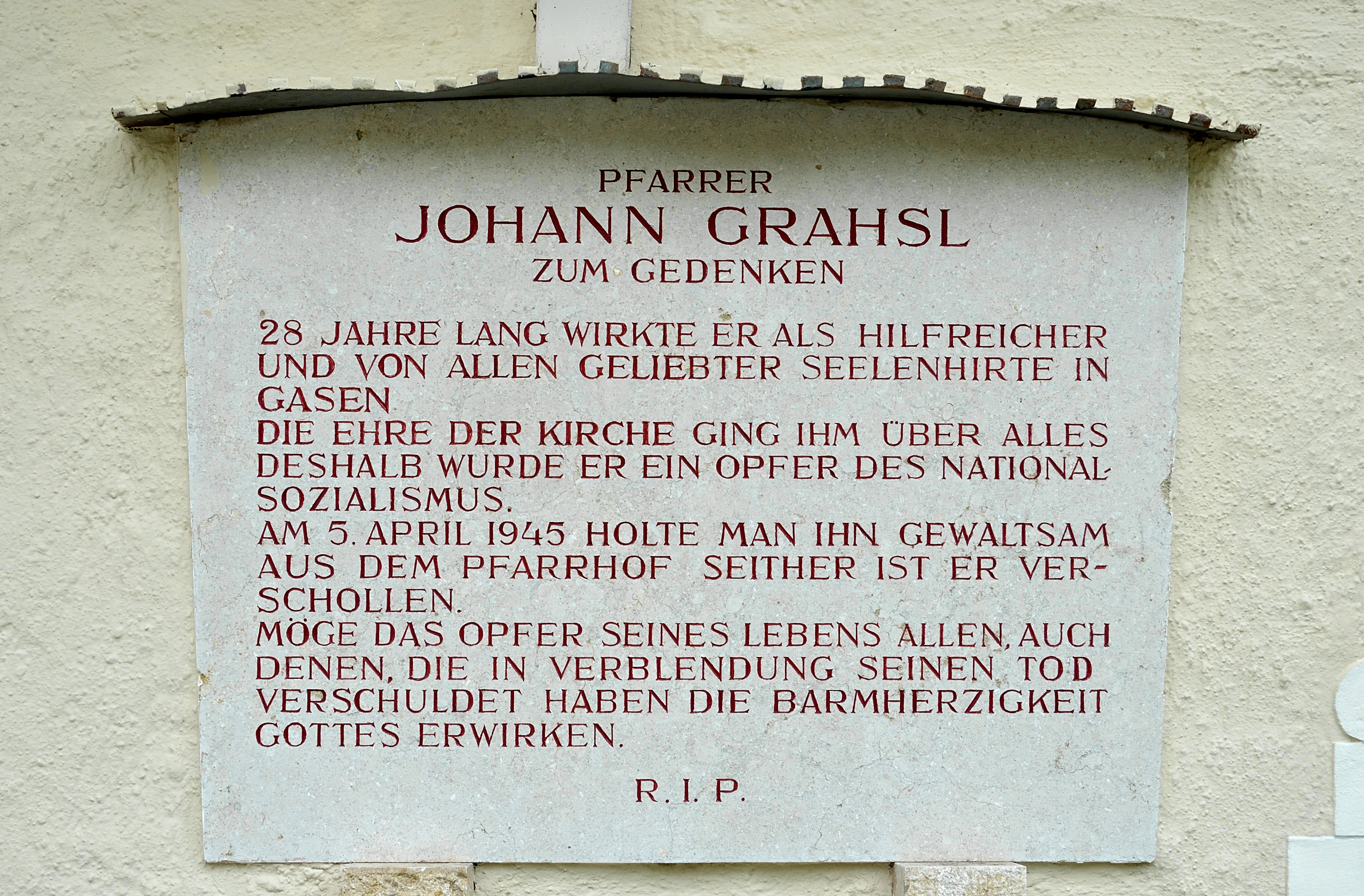
Gedenkplakette für Pfarrer Johann Grahsl

Urkundlich wurde 1417 eine Kirche genannt. 
Der gotische Kirchenbau aus der zweiten Hälfte des 14. Jahrhunderts wurde 1688 umgebaut und erweitert, das Langhaus wurde um ein Joch erweitert und der ehemals eingezogene quadratische gotische Chor durch einen größeren halbkreisförmigen Chorabschluss ersetzt. Bei der Restaurierung 1972 wurden Fundamente und an der nordseitigen Mauer des alten Chores Reste von gotischen Fresken festgestellt. Weiters ist vom gotischen Kirchenbau das spitzbogige Nordportal sowie die spätgotische Sakramentsnische in einem barocken Wandpfeiler im Chor erhalten.
Von 1917 bis zu seinem Tod 1945 wirkte hier Johann Grahsl als Pfarrer. Seit 1959 befindet sich an der Außenseite der Kirche eine Gedenktafel, die an den im April 1945 wahrscheinlich von der SS verschleppten und ermordeten langjährigen Pfarrer erinnert.

## Architektur
Der Kirchenbau umfasst ein barockisiertes dreijochiges Langhaus unter einem Kreuzgratgewölbe über Wandpfeilern und einem umlaufenden Gesims. Die dreiachsige Orgelempore steht auf Pfeilern. Am einjochigen Chor steht nördlich ein Sakristeianbau. Die Chordecke zeigt in einem Stuckrahmen ein kleines Freskenfeld aus dem Ende des 17. Jahrhunderts. Unter dem Chor befindet sich eine gewölbte Gruft als ehemaliges Beinhaus. Der vorgesetzte quadratische Westturm hat ein Portal mit 1871 und eine Uhr mit 1710, er wurde 1958 restauriert.
Der gedeckte und schräg verlaufende Stiegenaufgang zur Pfarrkirche (Friedhofstiagn) wurde 1866 erbaut.

## Ausstattung
Der Hochaltar trägt eine Figur hl. Oswald aus der Mitte des 18. Jahrhunderts. Zwei Seitenaltäre aus 1714 zeigen die Bilder Mariä Krönung und hl. Barbara.
Die Orgel baute Ferdinand Schwarz 1769.

## Grabdenkmäler
- Außen an der Nordwand Epitaph G. Chr. Weizer 1717.